# Língua volapuque
O volapük (aportuguesado como volapuque) é uma língua construída, criada entre 1879 e 1880 por Johann Martin Schleyer, um padre católico alemão, que, durante uma noite de insônia, sentiu que Deus lhe havia ordenado que criasse uma língua auxiliar internacional. Três congressos de volapük foram realizados em 1884 (Friedrichshafen), 1887 (Munique) e 1889 (Paris), respectivamente. Depois de uma rápida ascensão (teria havido um milhão de volapükistas em 1889), a língua rapidamente perdeu um grande número de falantes devido às crises internas motivadas por divergências relacionadas à gramática da língua. Apesar disso, o volapük sobreviveu, reformado na década de 1920 por Arie de Jong. Hoje, existem algumas dezenas de volapükistas, ativos sobretudo na internet.
O volapük pode ser definido como uma língua aglutinante com uma estrutura acusativa. Do ponto de vista da sintaxe, faz parte do tipo sujeito - verbo - objeto, mas a presença de casos morfológicos (nominativos, acusativos, genitivos e dativos; um predicado, pouco utilizado, mas que no entanto existe) lhe confere uma certa flexibilidade; é enfim uma língua centrífuga (por exemplo, o adjetivo virá imediatamente após o nome que ele qualifica).
Ao nível da tipologia das línguas construídas, é uma língua auxiliar internacional (pelo menos no início, porque hoje todas as pretensões políticas são abandonadas pelos volapükistas), derivativa (ou seja, a partir de uma raiz emprestada, cria um campo léxico por derivação) e esquemática. Portanto opõe-se às linguagens naturalistas que são muito menos regulares.
A palavra volapük significa "língua mundial" (vol 'mundo', -a 'de', pük 'língua'). Há versões do nome volapük em outros idiomas: "volapuque", "volapuc", "volapuk", etc.

## História

### Período clássico

#### Nascimento do volapük (1878-1879)
Em 1878, na edição de março da revista católica alemã Sionsharfe aparecem pequenas notas do diretor da revista, o padre Schleyer, sobre a necessidade de um alfabeto fonético internacional para transcrever os sons de todas as línguas do mundo. Segundo a lenda, Schleyer teve essa ideia quando ouviu os gritos de um camponês em sua aldeia reclamando que a carta que ele enviara ao filho, que morava em Iowa, estado dos EUA, havia voltado para ele porque ele cometera um erro ao escrever "Eiauä", de acordo com a pronúncia alemã, no endereço. Com o sistema de Schleyer, o agricultor, mesmo não conhecendo a grafia americana "Iowa", poderia usar a nova grafia internacional "Aioua". Por isso, ele produziu e publicou na mesma edição da Sionsharfe um projeto de alfabeto, baseado nas muitas línguas que conhecia. Schleyer apresentou seu manuscrito à administração postal alemã, que o publicou no jornal oficial da União postal universal.
Então, em uma noite de insônia, de março de 1879, depois de uma viagem à poliglota Áustria-Húngria que animara sua reflexão, o padre Schleyer tem uma crise mística, que depois conta nos seguintes termos:
"De um modo misterioso e místico, numa noite escura no presbitério de Litzelstetten, perto de Konstanz […], enquanto pensava profundamente nas loucuras, mágoas, aflições e infortúnios do nosso tempo, todo o edifício da minha língua internacional apareceu de repente em todo o seu esplendor diante dos meus olhos espirituais. Para prestar homenagem à verdade e deixar que ela traga sabedoria, devo dizer que naquela noite de março de 1879 eu estava muito cansado. Portanto, só posso proclamar com gratidão e a humildade que devo ao meu bom gênio todo o sistema da língua internacional volapük. Em 31 de março de 1879, comecei a compilar e a escrever pela primeira vez os princípios da minha gramática.
Ele, portanto, deixa de lado (enquanto continua a usá-lo regularmente) sua ideia de um alfabeto fonético para realizar o que ele acredita ser uma ordem divina: criar completamente uma língua artificial capaz de unir a humanidade dividida. Durante uma noite e uma manhã, de 30 a 31 de março de 1879, Schleyer escreveu a gramática (ou pelo menos um primeiro rascunho de gramática) de uma língua completamente nova: o volapük (vol-, derivado do 'world' inglês, para mundo, -a- para o genitivo e -pük, derivado do inglês 'speak' para língua: o volapük é, portanto, a "língua do mundo" ou "língua mundial"). De acordo com Roberto Garvía, o volapük de Schleyer não nasceu como uma língua internacional para resolver os problemas de comunicação, mas como um complemento à sua pesquisa sobre ortografia fonética; não é a "solução de um problema", mas a "solução em busca de um problema".
Ele publicou essa gramática no mês seguinte, em maio de 1879, como um suplemento à Sionsharfe. Jornais diários relatam o nascimento deste projeto e, a partir desse ano, há volapükistas na Alemanha, na Áustria-Hungria e até nos Estados Unidos. Esses primeiros sucessos levaram à publicação, em 1880, do primeiro livro sobre o volapük em alemão, marcando a verdadeira difusão do Volapük para um público mais amplo, além dos católicos alemães, para alcançar de forma mais abrangente todos os falantes de alemão.

#### Ascensão do movimento e primeiro congresso internacional (1881-1884)
No entanto, é graças aos elos de seu criador com o mundo católico, e mais particularmente com a imprensa católica, que o volapük pôde se espalhar pela Europa germânica. O desenvolvimento é tal que a Sionsharfe rapidamente parece insuficiente, e padre Schleyer passa a considerar a criação de um jornal próprio, o que é feito em 1881, com a primeira publicação do Volapükabled zenodik (Jornal central do volapük), que se torna a publicação oficial do movimento e só deixa de ser publicado em 1908.
Já em 1882, em 11 de maio, foi fundado o primeiro clube de volapük em Albersweiler (Württemberg). Pouco depois, o volapük entra na Suécia, onde é fundado o segundo clube. Enquanto isso, livros gramaticais e dicionários de língua alemã estão sendo publicados.
Então, num momento em que o volapük é falado quase exclusivamente por germanófonos que se realizou o primeiro congresso internacional de volapük em Friedrichshafen, em 26 e 27 de Agosto de 1884. Portanto, não é surpreendente que a língua utilizada durante o evento fora o alemão e não o volapük, dado o público principalmente alemão e a juventude da língua.

#### Internacionalização do movimento e primeiras crises (1885-1887)
Após este primeiro sucesso, o movimento volapükista continua sua progressão. Jornais e livros didáticos estão proliferando e o movimento holandês se destaca por sua atividade.
1886 é um ano essencial, marcando o início da verdadeira internacionalização e, paradoxalmente, o início das crises que irão gerar futuramente a decadência do movimento. Foi então que aparece "o personagem mais importante na história do volapük, depois de Schleyer", Auguste Kerckhoffs. Um professor francês de alemão com origens holandesas, o Dr. Kerckhoffs (ele é doutor em literatura alemã), que leciona na École des Hautes Etudes Commerciales(Escola de estudos comerciais) em Paris, é mais conhecido na época por seu trabalho em criptografia; Ele é autor de uma série de dois artigos intitulados Military Cryptography (criptografia militar) nos quais expõe o famoso princípio de Kerckhoffs, ainda ensinado hoje. É durante a sua pesquisa em criptografia que ele encontra pela primeira vez as línguas construídas, nomeadamente o Solresol de François Sudre, que por vezes era usado pelos militares.
Volapükista a partir de 1885, ele introduz o volapük na França, com sucesso. Ministra cursos e publica, entre outros, um Curso completo em 1886, que seria em sete edições naquele ano (e uma oitava em 1887) e é traduzido em vários idiomas, e funda uma revista, da qual será editor-chefe durante toda a sua vida. Ele também criou a "Associação Francesa para a Propagação de Volapuque", (oficialmente fundada em 8 de abril de 1886), da qual ele se tornou secretário-geral, deixando a presidência para Ernest Lourdelet. No ano seguinte, Kerckhoffs acompanha seu Curso Completo de um Dicionário.
Em 1887, o volapük parece ter superado toda a competição. Em um artigo de do jornal Time de janeiro de 1887, após zombar das propostas francesas de reforma ortográfica (o "fonetisme") e de projetos de língua auxiliar, um jornalista anônimo escreveu:
"Minha opinião é a de que eles chegaram tarde demais. O volapük tem um avanço imensurável sobre eles. […] Se alguma vez uma linguagem universal tiver alguma chance de se impor no mundo comercial, certamente será essa. Não há mais um canto do mundo civilizado, por mais remoto que seja, onde não tenha adeptos."
Grandes nomes da ciência da época aderiram ao movimento, especialmente na Alemanha (Alfred Kirchhoff, Max Müller…), e oito novas revistas nasceram naquele ano. Mas o que realmente marca o ano de 1887 é a realização do segundo congresso internacional de volapük, em Munique, de 6 a 9 de agosto deste ano. Maior e mais internacional do que o congresso de 1884, com cerca de 200 participantes, porém é, no entanto, mais alemão do que o movimento na realidade, e a maioria das discussões é novamente realizada em alemão.
Mas se o Volapük encontrou inegavelmente o seu público, a língua não possui apenas apoiadores. Como Jean-Paul Lescure escreve, sobre a França:
"Assim que foi transmitido na França, o volapük provocou discussões virulentas no espaço público: a imprensa, as editoras, as cenas teatrais ecoaram os argumentos trocados. Linguagem internacional, até mesmo universal para alguns, e um vasto embuste que é bom apenas para fazer os outros rirem, para outros, o tema não deixa indiferente, e ainda permite que observemos argumentos nacionalistas atacando seu inventor (alemão)."
Além das antipatias levantadas fora do movimento, problemas internos à linguagem são sentidos. O congresso decide então criar uma academia, a Kadem Volapüka. Schleyer, como criador da linguagem, recebe o nome de "Grão-Líder" do movimento ("Cifal"); Kerckhoffs é, no entanto, o verdadeiro líder da academia e é nomeado diretor ("Dilekel").
Se Schleyer perde algum controle sobre a língua, ele retém o controle sobre o movimento. Além da academia, o congresso fundou a Volapükaklub valemik, a associação universal do Volapük. Os líderes eleitos do movimento devem imperativamente ser confirmados pelo Cifal.

#### Em direção à crise do terceiro congresso internacional
A academia de duas cabeças enfrenta grandes problemas, tanto Schleyer quanto Kerckhoff têm uma visão diferente do que o volapük deveria ser. Schleyer, ao criá-lo, faz questão de tornar possível a expressão de todas as nuances das línguas que ele conhece. O volapük, portanto, tem uma gramática relativamente grande. Mas enquanto o primeiro professor de pós-graduação em volapük (Volapükatidel), Karl Lenze, publica sobre as 505,440 formas possíveis dos verbos de volapük, Kerckhoffs, vê no volapük uma língua comercial e não literária ou filosófica, e, portanto, busca uma maior simplicidade, respondendo na sua revista que isso poderia levar a língua à ruína. Desde o seu Curso Completo, ele propõe algumas reformas que ele resume da seguinte forma:
"Será removido a distinção entre o f e ji, as formas duplas de pronomes öb, ät, öt, üt, etc., a terceira forma do imperativo, o acusativo que acompanha as preposições de movimento, e que ele não admitia a existência de apenas uma única regra de composição."
Mas ele acrescenta imediatamente que "querer ir além parece imprudente e provavelmente comprometer a admirável unidade do sistema". Além disso, Schleyer aceita isso, pois concorda em fazer do manual Kerckhoffs o manual de referência.
Os dois principais líderes do movimento certamente se opõem, mas ambos parecem dispostos a fazer concessões. O movimento não é condenado a priori; e, no entanto, tanto organicamente como linguisticamente, é tão divisivo que acabará com a "idade de ouro" do volapük.
Primeiramente à nível organizacional, Schleyer prejudicou a eleição de Heinrich Schnepper, presidente do clube de Munique e organizador da convenção de 1887 à frente do movimento alemão. O clube de Munique está dividido e o movimento alemão, o maior movimento nacional, se divide em várias tendências; volapükistas fora da Alemanha não sentem este problema.
É linguisticamente que o cisma é o mais difícil e o mais internacional também. O conflito está crescendo entre a academia de Kerckhoffs, que é muito reformista (ele quer ir ainda mais longe do que ele propôs em seu Curso Completo e Dicionário), e Schleyer, que trata a linguagem como sua propriedade. A princípio, Schleyer reconhece a autoridade da academia. Ele é o primeiro a fazer perguntas, mas ele acha que as respostas que recebe são muito inovadoras. A disputa, portanto, cristaliza em torno da questão do direito de veto exigido por Schleyer, e recusado pela academia (que lhe concede apenas uma voz tripla).
É neste contexto de enfraquecimento do movimento que o clube de volapük de Nurembergue, criado em 1885, sob a liderança de Leopold Einstein, adota o Esperanto em 1888 e, portanto, constitui o primeiro clube de Esperanto da história.
Enquanto continua a adotar as reformas de Kerckhoffs, e para resolver esses problemas, a academia se reúne em 1889 em Paris, o terceiro e último congresso internacional de volapük. Treze países (incluindo a Turquia e a China) estão representados, cada país tendo um número de delegados proporcional à sua população. A dupla tarefa deste congresso é ratificar os estatutos da academia, que são apenas temporários, e validar as reformas votadas por ela.
Ao contrário dos outros dois, desta vez as discussões são principalmente em volapük, o que faz Ernst Drezen escrever que "é na forma do Volapük que o princípio da artificialidade da língua internacional passa o exame prático" .
No entanto, este congresso demonstra que o volapük sofre de muitos defeitos para ser usado sem reformas. Como escreveu, talvez com um pouco de ênfase excessiva, um dos primeiros Idistas:
"O destino do volapük foi selado quando seus partidários em 1889 organizaram um congresso em que o volapük seria falado. Embora alguns volapükistas conseguissem falar a língua, era dolorosamente óbvio que tal meta não poderia ser alcançada com esse sistema."
As reformas que o Congresso mostrou serem necessárias não são realizadas por este último: ele não tem tempo para lidar com questões gramaticais específicas. Ele se contenta em reivindicar de Kerckhoff uma gramática "normal" (glamat nomik) sem qualquer regra supérflua, que valide a visão "comercial" da linguagem; e aprova as decisões da academia, que valida a opção mais "a posteriorista" tomada anteriormente pela academia. Finalmente, o congresso votou novos estatutos para a academia, reforçando a independência da mesma em relação a Schleyer (a academia é chamado de "autoridade única em questões linguísticas"; para validar a reforma rejeitada por Schleyer, ela deve votar por maioria qualificada de dois terços, o que de fato torna impossível para Schleyer bloquear qualquer coisa em uma academia sob a influência de Kerckhoffs.
Schleyer, recusando esta evolução, declara o Congresso e a academia ilegítimo, e reúne os seus apoiantes em Allmendingen em maio de 1889. Ele funda uma nova academia, liderada por Karl Zetter, e substitui toda a hierarquia do movimento por pessoas fiéis à sua causa, do nível global aos níveis urbanos, através de continentes e países. O cisma é consumado.

#### O cisma (1889-1892)
A destituição feita por Schleyer da Academia de Kerckhoffs é recusada por este último. De acordo com as solicitações do terceiro congresso, ele propõe um bloco de reformas. O movimento, profundamente dividido, está perdendo força: os clubes estão se fechando um após o outro, quando não passam para o Esperanto; revistas, incluindo a de Kerckhoffs, cessam uma após a outra até desaparecerem. A academia, no entanto, conseguiu publicar um Glamat nomik em 1891. No mesmo ano, Schleyer risca oficialmente o nome de Kerckhoffs da lista de volapükistas, acelerando a hemorragia na Europa latina, principalmente "Kerckhoffsiana", que a relativa estabilidade do movimento nas Américas, Ásia e Europa de língua alemã não estão contrabalançando.
Naquela época, Kerckhoffs reduziu cada vez mais sua participação no trabalho da acadêmia. Em 1892, pensando que o volapük estava morto, cansado de lutar dentro da academia, demitido de seu cargo de professor de alemão por causa de críticas feitas às regras do Ministério do Comércio e por causa da doença de sua filha Pauline (que morreu em 9 de janeiro de 1893, aos 28 anos), ele renunciou.
Um comitê é nomeado para despachar os assuntos atuais da academia, que elege como diretor o russo Waldemar Rosenberger. Sob sua liderança, a academia abandona volapük, cria uma língua totalmente nova, o Idiom neutral, e passa a ter um novo nome, "Akademi internasional de Lingu universal". Em 1908, o quarto diretor da academia, Giuseppe Peano fez abandonar o Idiom neutral e adota a sua própria criação, o Latino sine flexione, sob o nome de "Academia pro Interlíngua." Enquanto isso Kerckhoffs abandona a ideia de uma língua auxiliar internacional e ensinado em vários colégios provincianos até que um acidente de trem acaba com os seus dias em Därlingen no dia 09 de agosto de 1903, na Suíça; ele é enterrado em Paris com a sua filha.

#### O reencontro da unidade em um movimento muito enfraquecido e a morte de Schleyer
Com os reformadores abandonando a ideia de uma língua auxiliar internacional, aderindo ao Esperanto ou criando os seus próprios, o volapük encontra, muito enfraquecido, sua unidade em torno de Schleyer. O único mestre a bordo, ele continua a "melhorar" sua linguagem, tornando-a cada vez mais arbitrária. Os últimos fiéis reúnem-se em torno do Volapükabled zenodik até este cessar a sua atividade em 1908, ainda que raramente publique brochuras, como em 1904 ou 1916. Em 1892 restavam apenas 17 periódicos e 90 clubes. Com 159 correspondentes em 1901, a sociedade internacional de volapükistas fechou em 1912. Para muitos, as esperanças de ver o volapük tornar-se  uma língua auxiliar internacional haviam morrido.
Em 27 de novembro de 1894, Schleyer foi nomeado camareiro papal pelo Papa Leão XIII, que lhe valeu o título de "Monsenhor" sem ser um bispo. Em 16 de agosto de 1912, ele morre, deixando (por testamento) para seu amigo sacerdote Albert Sleumer, que aprendeu volapük em 1892, ou seja depois seu declínio (ele havia pensado originalmente em Rupert Kniele, um dos grandes volapükistas da era de ouro do volapük, porém este havia abandonado o movimento após o cisma), o papel de Cifal, iniciando assim uma tradição de sucessão por nomeação que dura até hoje.

#### Influência do Esperanto
Qual o papel do esperanto na decadência do volapük? L.L. Zamenhof, o criador do Esperanto, descreve em um discurso feito em 20 de agosto de 1911 para o aniversário de 80 anos de Schleyer no 7º Congresso Mundial de Esperanto em Antuérpia:
"O volapük não foi derrotado pelo esperanto, como muitas pessoas pensam por engano; pereceu por si só numa época em que o Esperanto, trabalhando silenciosamente e sem artifícios, ainda era fraco demais para derrotar alguém. "
Outras línguas, como o Idioma neutral, poderiam ter tido participação nessa decadência; mas é a divisão interna que é a responsável por isso.
O esperanto, por outro lado, aproveitou a ruptura interna do movimento, atraindo aqueles antigos adeptos que, acreditando na morte do volapük, não adotaram uma nova língua (como a academia) mas não abandonaram a ideia (como Kerckhoffs), tal como fizeram os membros do clube de Nurembergue.

## Alfabeto e pronúncia

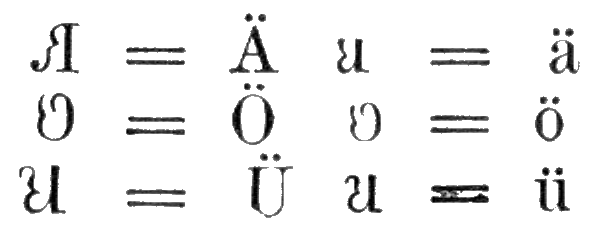
Schleyer propôs formas diferentes para as vogais com trema/umlaut, mas foram raramente usadas.

No alfabeto de volapuque constam as seguintes letras: "a ä b c d e f g h i j k l m n o ö p r s t u ü v x y z". Não se utilizam as letras "q" nem a letra "w". O trema nunca é omitido, mesmo quando utilizados em letras maiúsculas.
As letras, ao contrário do português e do espanhol, nunca são mudas e nunca mudam de pronúncia baseado em sua posição na sílaba e a utilização de maiúsculas e minúsculas seguem as principais regras dos idiomas.
No volapuque todas as letras se pronunciam e não existem ditongos nesta língua porque todas as vogais se pronunciam separadamente. A sílaba tônica é sempre a última.
A seguir, uma tabela com a pronúncia:
| Letra | AFI          | X-SAMPA      | Aproximação em português                                               |
| ----- | ------------ | ------------ | ---------------------------------------------------------------------- |
| A a   | [a]          | [a]          | Como a em pai.                                                         |
| Ä ä   | [ɛ]          | [E]          | Como é em égua.                                                        |
| B b   | [b]          | [b]          | O mesmo que em português.                                              |
| C c   | [tʃ] ou [dʒ] | [tS] ou [dZ] | Como em tcheco ou em adjunto.                                          |
| D d   | [d]          | [d]          | Sempre como em dado; nunca como dj, mesmo antes de i.                  |
| E e   | [e]          | [e]          | Sempre fechado como em macete; nunca aberto como em égua.              |
| F f   | [f]          | [f]          | O mesmo que em português.                                              |
| G g   | [ɡ]          | [g]          | Sempre como em gato; nunca como em gente.                              |
| H h   | [h]          | [h]          | Aspirado, como no inglês have.                                         |
| I i   | [i]          | [i]          | Sempre como em líquido; nunca como i semivocálico.                     |
| J j   | [ʃ] ou [ʒ]   | [S] ou [Z]   | Como o ch ou o j português.                                            |
| K k   | [k]          | [k]          | como c em cão.                                                         |
| L l   | [l]          | [l]          | Como em lago.                                                          |
| M m   | [m]          | [m]          | Como em macaco.                                                        |
| N n   | [n]          | [n]          | Como em naipe.                                                         |
| O o   | [o]          | [o]          | Sempre fechado como em ovo; nunca aberto como em óculos.               |
| Ö ö   | [ø]          | [2]          | Não há equivalente em português. Diga e com os lábios na posição de o. |
| P p   | [p]          | [p]          | O mesmo que em português.                                              |
| R r   | [r]          | [r]          | Sempre como em irado; nunca como em rato ou erro.                      |
| S s   | [s] ou [z]   | [s] ou [z]   | Como ss ou z.                                                          |
| T t   | [t]          | [t]          | Sempre como em atalho; nunca como tch, mesmo antes de i.               |
| U u   | [u]          | [u]          | Como em urso.                                                          |
| Ü ü   | [y]          | [y]          | Não há equivalente em português. Diga i com os lábios na posição de u. |
| V v   | [v]          | [v]          | O mesmo que em português.                                              |
| X x   | [ks] ou [gz] | [ks] ou [gz] | Sempre como ks ou gz como em oxigênio.                                 |
| Y y   | [j]          | [j]          | Como um i semivocálico.                                                |
| Z z   | [ts] ou [dz] | [ts] ou [dz] | Como ts ou dz.                                                         |

## Gramática
Tal como no alemão, existem 4 casos no Volapuque: nominativo, genitivo, dativo e acusativo.
A tabela seguinte ilustra os casos do Volapuque, usando a palavra vol, "mundo":
| Caso       | Singular        | Plural             |
| ---------- | --------------- | ------------------ |
| Nominativo | vol (mundo)     | vols (mundos)      |
| Genitivo   | vola (do mundo) | volas (dos mundos) |
| Dativo     | vole (ao mundo) | voles (aos mundos) |
| Acusativo  | voli (mundo)    | volis (mundos)     |

Geralmente, o adjectivo coloca-se a seguir ao substantivo que qualifica. A forma mais fácil de criar um adjectivo a partir do substantivo base é pela adição do sufixo -ik, i.e. vol (mundo) — volik (mundial)

## O artigo (lartig)
O artigo "el" é equivalente ao definido do português ("o", "a"), e somente é utilizado antes das palavras não traduzidas ao volapuque (ex. Nomes próprios: el David = o David). O artigo se declina igual ao substantivo e também utiliza a terminação em "s" no plural (ex. els Sputnik = os Sputniks).